# Ochterus banksi
Ochterus banksi är en insektsart som beskrevs av Barber 1913. Ochterus banksi ingår i släktet Ochterus och familjen Ochteridae. Inga underarter finns listade i Catalogue of Life.